# Поклопац
Поклопац је врста предмета која служи за покривање или затварање посуде, кутије, контејнера и слично.

## Историја
Први поклопци на керамичким посудама датирају још 3100 година п. н. е. Најстарији поклоопци пронађени су на канопским вазама из доба античког Египта, око 2686. године п. н. е. У каснијим добима развијали су се поклопци у разним другим материјалима и разних других врста. Данас постоји и озбиљна индустрија поколопаца. Као пример се може узети чињеница да је само у САД за једну годину продато око 14 милијарди поклоаца за кафу

## Врсте и намене
Различити материјали се користе за израду поклопаца. У почетку се највише користила глина, а касније се избора материјала проширио и на: дрво, алуминију, пластика, гума, картон и сл. Најраспрострањенији поклопци су метални или пластични поклопци за тегле и флаше. У домаћинствима се још могу наћи поклопци за раличите кутије, посуде и слично. Поклопци за шерпе су најчешће саставни део шерпи при куповини. Такође постоје и већи поклопци за контејнере за паковање најразличитије робе или контејнер за смеће.

## Галерија
- Пластични поклопац за кафу
- Метални поклопац за теглу
- Чајник са поклопцем
- Поклопац за тетра-пак амбалажу
- Пластични поклопац за флашу

## Наводи
1. ↑  „Canopic Jars[[Категорија:Ботовски наслови]]”. Архивирано из оригинала 23. 10. 2017. г. Приступљено 12. 09. 2013. Сукоб URL—викивеза (помоћ)
2. ↑  The Big Top Circus - Bloomberg Business
3. ↑  [„Poklopac za kontejner | AJ proizvodi[[Категорија:Ботовски наслови]]”. Архивирано из оригинала 05. 03. 2016. г. Приступљено 12. 09. 2013. Сукоб URL—викивеза (помоћ) Poklopac za kontejner | AJ proizvodi]